# Berriozábal
Berriozábal är en ort i Mexiko.   Den ligger i kommunen Berriozábal och delstaten Chiapas, i den sydöstra delen av landet, 700 km öster om huvudstaden Mexico City. Berriozábal ligger 904 meter över havet och antalet invånare är 20 952.
Terrängen runt Berriozábal är kuperad åt nordost, men åt sydväst är den platt. Runt Berriozábal är det mycket tätbefolkat, med 1 056 invånare per kvadratkilometer. Närmaste större samhälle är Tuxtla Gutiérrez, 17,4 km öster om Berriozábal. I omgivningarna runt Berriozábal växer huvudsakligen savannskog.